# Famille Marcotte
La famille Marcotte est une famille française, originaire de Picardie.

## Filiation
- Guyon Marcotte (né vers 1550), prévôt royal de Roye en 1550.
  - Pierre Marcotte (mort après 1602), argentier à Ham. Bailli du comté de Noyon.
    - Philippe(I) Marcotte (1583-1660), seigneur de Pin, avocat et conseiller du roi au bailliage de Noyon.
      - Charles Marcotte (1611-1663), chartreux, prieur de Mont-Renaud.
      - Pierre Marcotte (1628-1693), conseiller du roi, maire de Noyon en 1688 et 1690.
        - Philippe(II) Marcotte (1667-1709), lieutenant de cavalerie, procureur du roi au grenier à sel de Noyon.
          - Philippe(III) Marcotte (1702-1770), receveur des Tailles à Issoire au service du financier Paul Delpech de Chaumot, receveur général des Finances d'Auvergne.
            - Philippe(IV) Marcotte (1742-1785), seigneur de Pyn, receveur des fermes du roi, gabelles et tabacs. Il épouse Louise Antoinette Duclos du Fresnoy.
              - Philippe Marcotte (1770-1836), vice consul de France en Belgique. Il épouse Marie Charlotte Joséphine du Val d’Ognes.
                - Auguste Marie Gabriel Marcotte (1829- ) épouse le 28 juillet 1866 à Versailles, Lucile Simone Toudouze.
                  - Marie Antoinette Marcotte (1867-1929), artiste peintre.

              - Charles Marcotte d'Argenteuil (1773-1864), directeur général et administrateur général de l'Administration des eaux et forêts, mécène et collectionneur d'art.
              - Philippe Marcotte de Quivières (1779-1852), directeur des Douanes, collectionneur d'art. Il épouse Félicité Nathalie Bochet.
                - Edme Marie Antoine Marcotte de Quivières (1804-1881), directeur des Douanes.
                - Louis Marcotte de Quivières (1815-1899), agent de change, sous-préfet, maire de Mérignac, conseiller général de la Gironde, collectionneur d'art et mécène. Le 14 avril 1845 à Bordeaux, il épouse Marie Thérèse Gabrielle Damblat.
                  - Augustin Marcotte de Quivières, (1854-1907), peintre officiel de la marine.

              - Charles Marcotte de Quivières (1808-1875), directeur général de l'Administration des Monnaies et Médailles.
              - Marin Marcotte de Sainte-Marie (1783-1859), receveur particulier des finances à Paris. Il épouse Clarisse de Salvaing de Boissieu (1803-1862) dont le portrait est peint par Jean-Auguste-Dominique Ingres.
              - Henri Marcotte de Sainte-Marie (1832-1922), receveur particulier des finances.  Le 2 mars 1863 à Paris, il épouse Henriette Dutey-Harispe.
                - Georges Marcotte de Sainte-Marie (1866-1914), capitaine de frégate au Ier régiment de fusiliers marins, mort pour la France le 7 novembre 1914 à Dixmude. Il épouse Madeleine Barry.
                  - Christian Marcotte de Sainte-Marie (1902-1985), diplomate, ambassadeur en Bolivie (1957-1960), consul général de France à Jérusalem (1960-1963), ambassadeur à Chypre (1963-1967).

                - Adrien Marcotte de Sainte-Marie (1872-1936), colonel d'infanterie. Il épouse Etiennette Marie Geneviève de Marcillac.
                  - Xavier Marcotte de Sainte-Marie (1900-1940) épouse Thérèse Delcourt.
                    - François Marcotte de Sainte-Marie (1930-2016), journaliste, chef du service « Afrique » de Radio France internationale (RFI).

                - Jean Marcotte de Sainte-Marie (1877-1915), industriel, sous-lieutenant au 27e régiment d'infanterie, mort pour la France. Le 14 avril 1903 à Tinqueux, il épouse Andrée Hurault.
                  - Henri Marcotte de Sainte-Marie (1907-1989), moine bénédictin, abbé de Saint-Maurice-et-Saint-Maur de 1958 à 1971, prieur de l'abbaye pontificale de Saint-Jérôme de Rome (en).

## Armoiries
« D’argent au lion de sable armé et lampassé de gueules. »

## Galerie

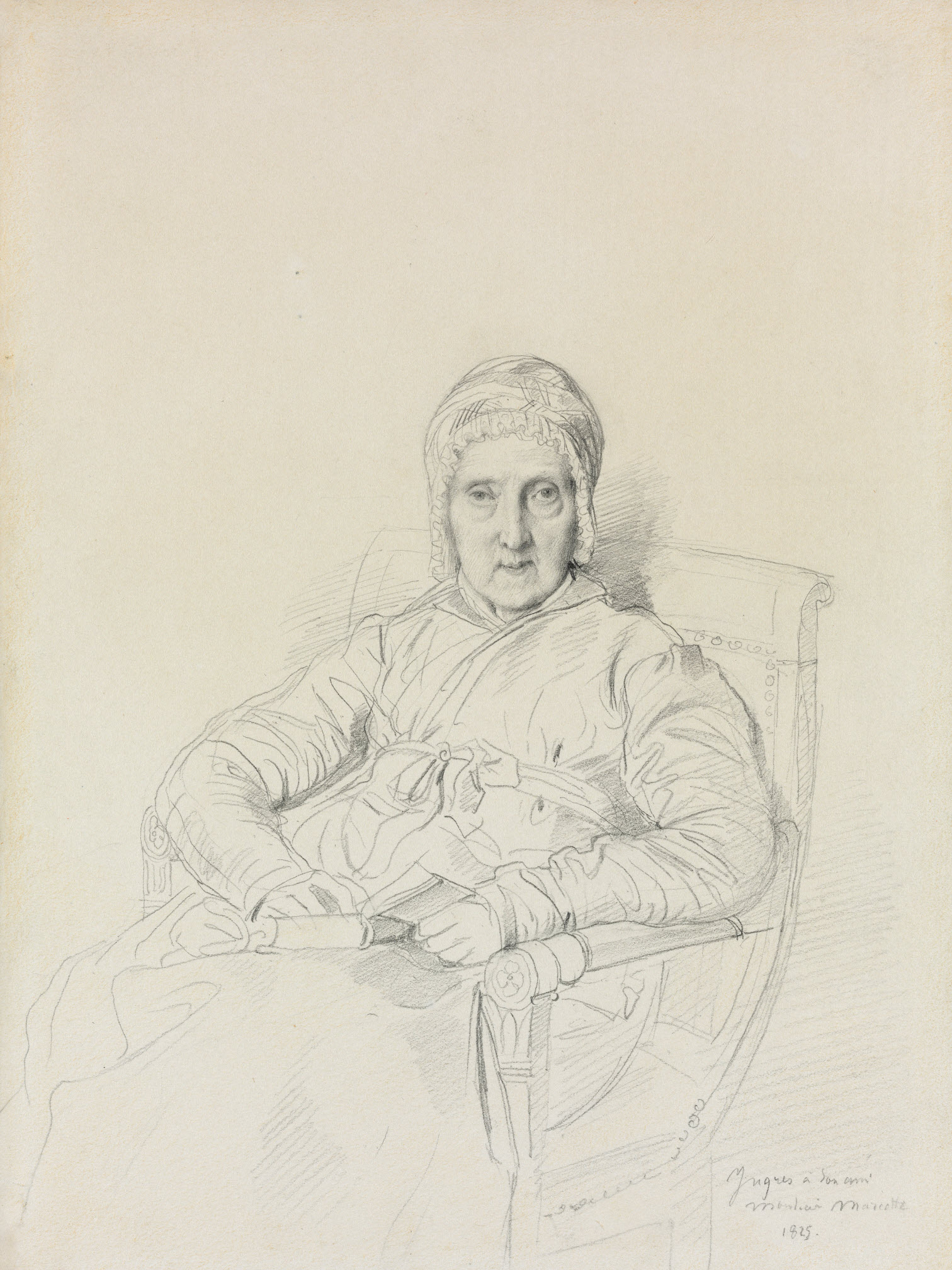
Portrait de Mme Philippe Marcotte, née Louise-Antoinette Duclos du Fresnoy, par Ingres.
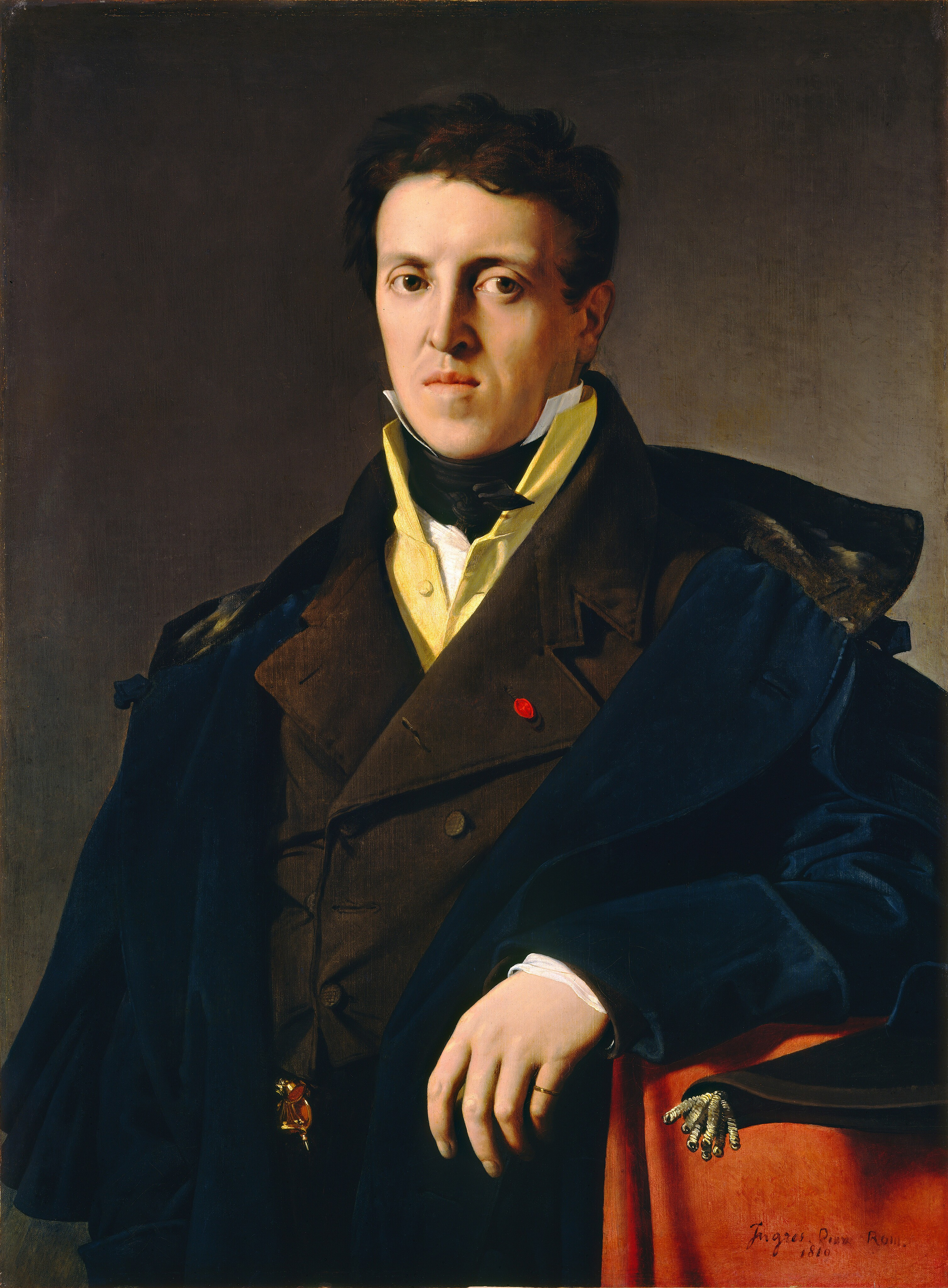
Portrait de Charles Marcotte d'Argenteuil (1773-1864), par Ingres.
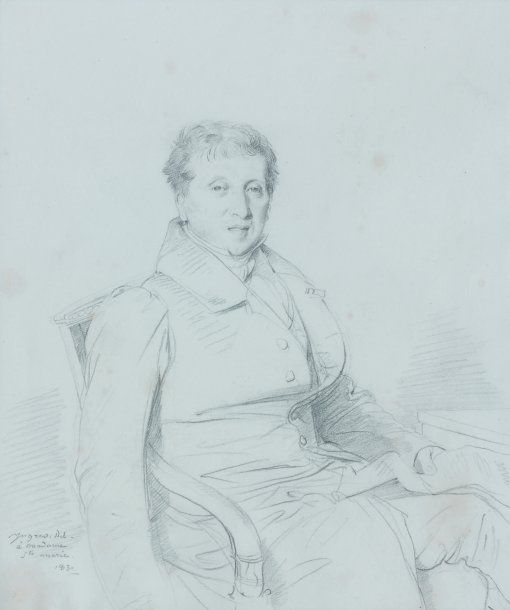
Portrait de Marin Marcotte de Sainte Marie, par Ingres.
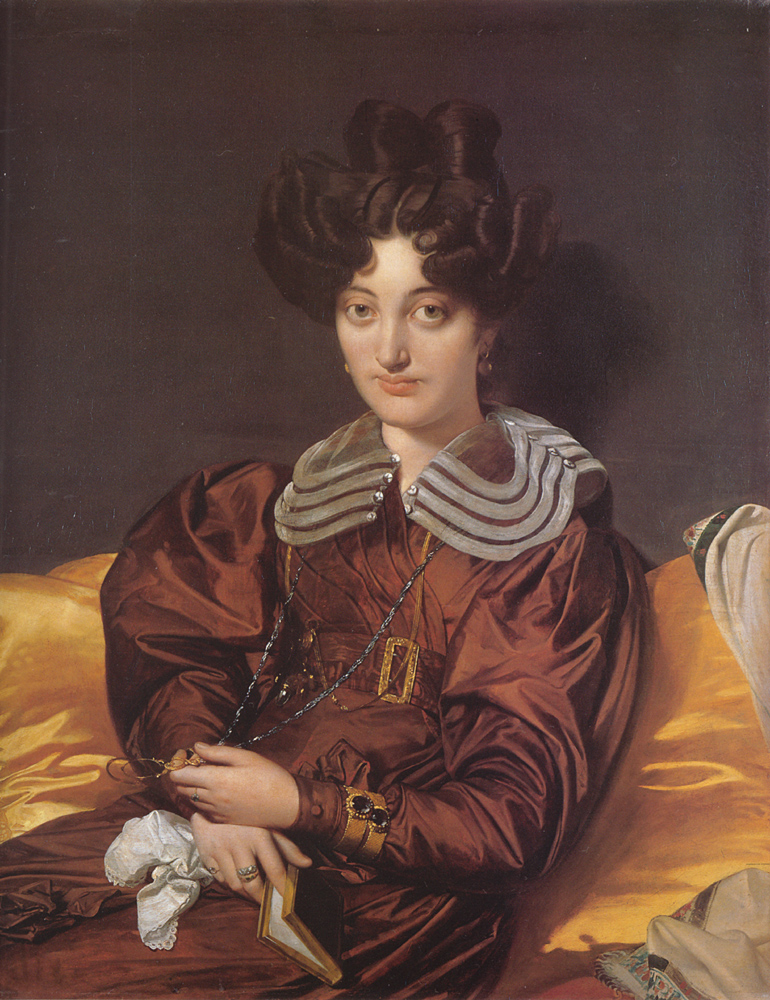
Portrait de Madame Marcotte de Sainte-Marie, née Suzanne-Clarisse de Salvaing de Boissieu, par Ingres.
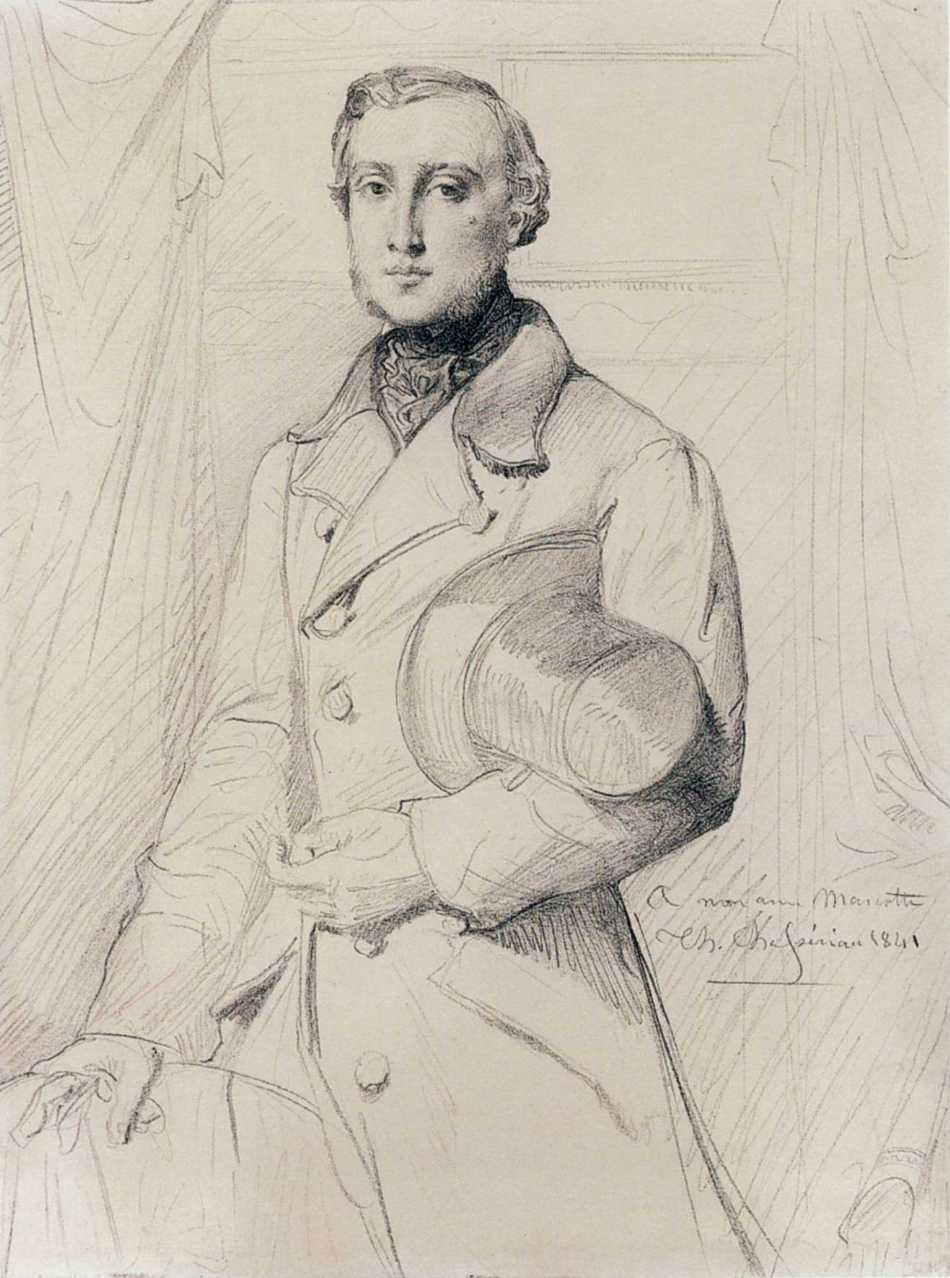
Portrait de Louis Marcotte de Quivières (1815-1899), par Théodore Chassériau.
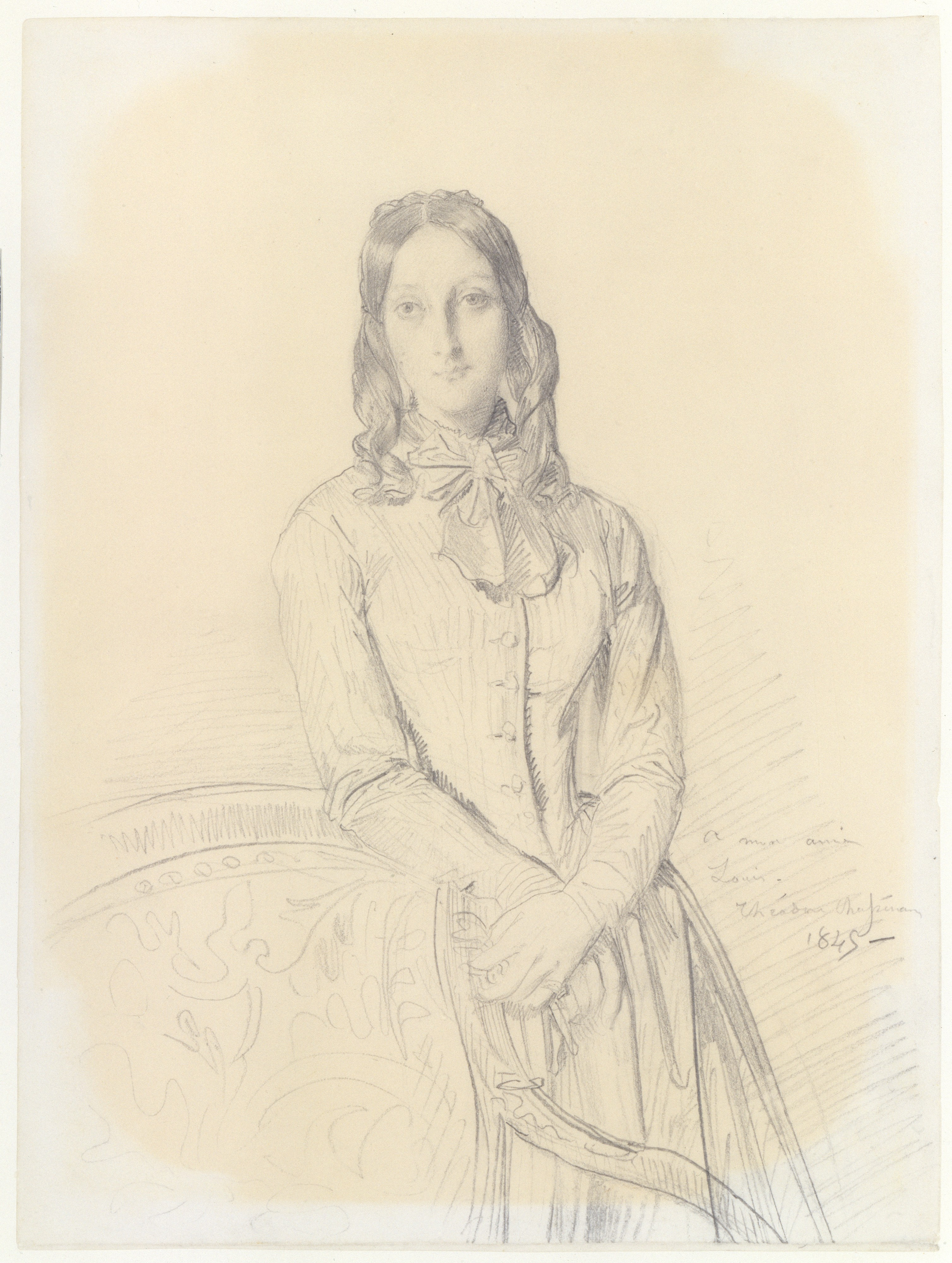
Portrait de Mme Gabrielle Marcotte de Quivières, par Théodore Chassériau.
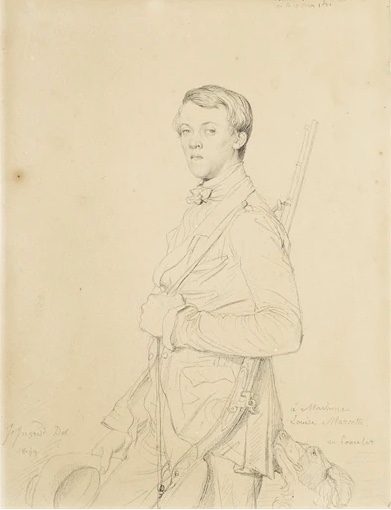
Portrait de Joseph Marcotte, par Ingres.
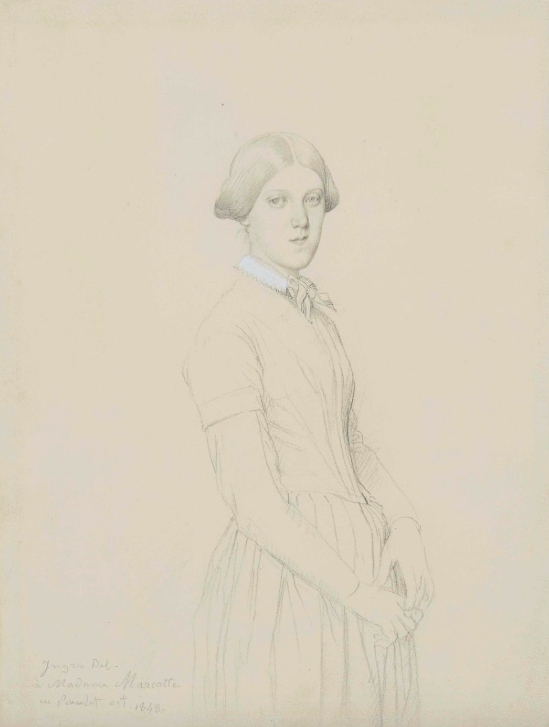
Portrait de Mme Hubert Rohault de Fleury, née Louise Marcotte, par Ingres.
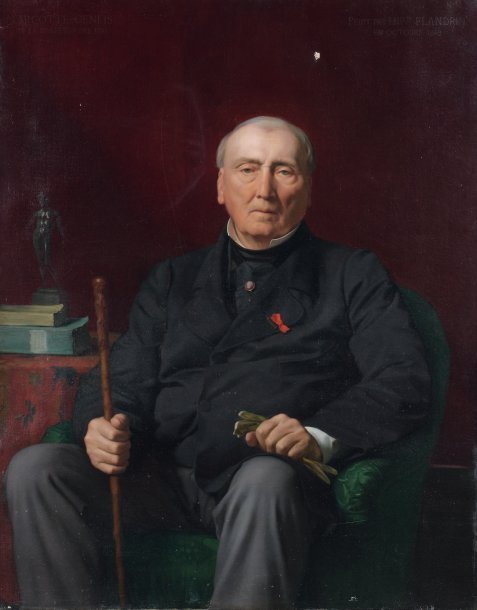
Portrait de Marie Jean Baptiste Joseph Marcotte de Genlis, par Hippolyte Flandrin.
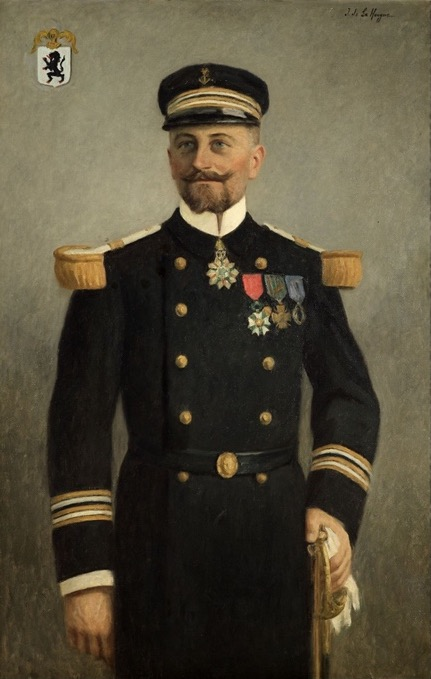
Portrait du commandant Georges Marcotte de Sainte-Marie